# Domein van Borcht
Het Domein van Borcht, Domein van Borgt, Domein Ter Tommen of Domein Kiekens is een natuurgebied langs de Tangebeek tussen Grimbergen en Vilvoorde in de provincie Vlaams-Brabant in België. Het domein is een moerassig overblijfsel van een (kasteel)park rond een oude meander van de Zenne. Mogelijk was het Domein van de Borcht, samen met het nabije landgoed De Drie Fonteinen in Vilvoorde, een van de oudste landschappelijke parken van België.

## Geomorfologie
Voor de aanleg van de Willebroekse Vaart in 1560-1561 stroomde de Zenne ter hoogte van de Borgt anderhalve kilometer meer naar het westen, tegen de flank van het leemplateau dat zich ten oosten van Grimbergen bevindt. De Zenne vormde er een brede meander. Bij de aanleg van het kanaal werd de Zenne verplaatst en bleef een drassig gebied over in de voormalige meander.

## Geschiedenis

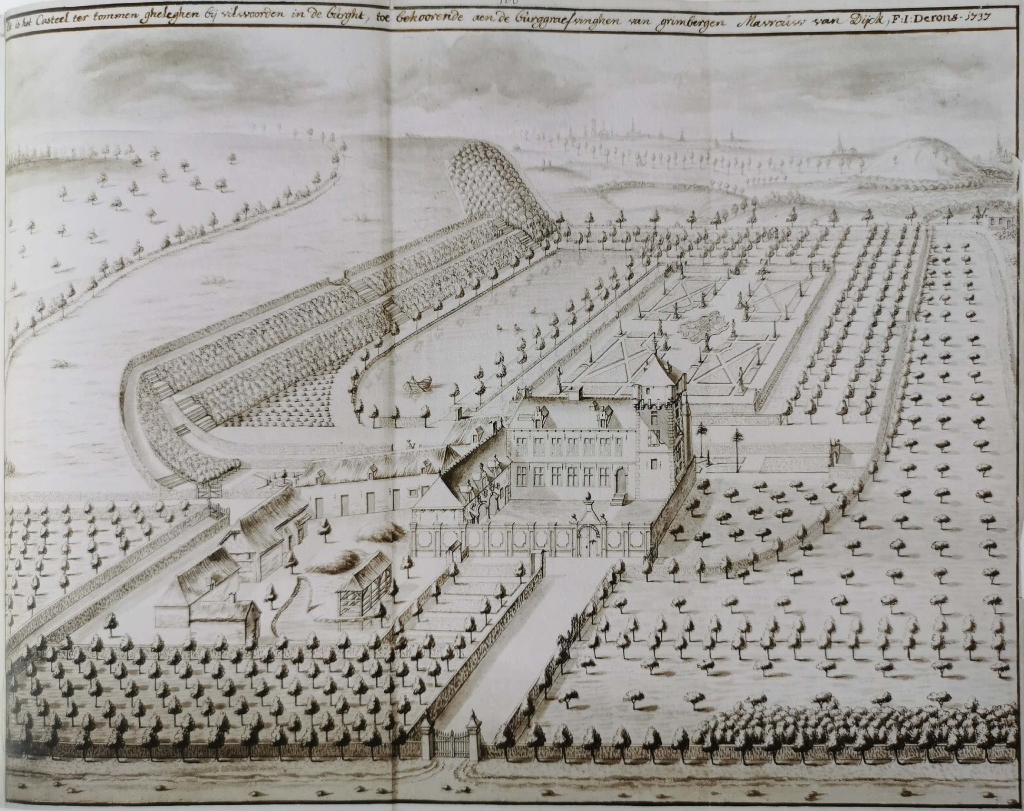
Kasteel Ter Tommen in 1737 (tekening van Derons)

Het eerste Kasteel Ter Tommen, of Tommenhof, werd gebouwd als feodale burcht na de vernietiging van de motteburcht 'De Borcht'. Het Kasteel Ter Tommen werd de eerste maal afgebeeld rond 1600. Het kasteel diende als voorpost van het kasteel van de heren van Grimbergen in Grimbergen en bevond zich even te noorden van de motte van de Borgt, ten zuiden van het huidige natuurgebied. Bij de zich opvolgende verbouwingen werd het kasteel minder en minder defensief vormgegeven. Er kwam een mooie tuin langs de voormalige Zenne-beemden ten noordoosten van het kasteel. In de negentiende eeuw werd er in de plaats van het Kasteel Ter Tommen een nieuw neoclassicistisch Kasteel van Borcht gebouwd. Dit nieuwe gebouw verliet het concept van de feodale burcht volledig.
Vanuit het kasteel had men een visuele trechter naar het (toen) aantrekkelijke landschap van de Zenne-vallei in het noordoosten. In het begin van de jaren 1860 werd de huidige Ter Tommendreef aangelegd, die het domein rechtstreeks verbindt met de Vilvoordsesteenweg. De meer prestigieuze hoofdtoegang vertrok aan de vaart om dan in westzuidwestelijke richting naar de vijver om dan ter hoogte van de (recent vernielde) boogbrug over de vijver naar links af te draaien om voor het kasteel uit te komen. Wanneer rond 1880 de steenweg naar Humbeek werd aangelegd (thans een route voor traag verkeer), werd deze oprijlaan doorsneden en ging de nieuwe Humbeeksesteenweg de oostgrens van het park vormen. De visuele trechter werd vernauwd, aangezien men sinds 1890 uitkijkt op de gelatinefabriek van Duché. Het kasteeldomein van Schiplaken, waar men voordien op uitkeek, verdween in het interbellum voor industrie.
In de twintigste eeuw verviel het kasteel en in 1961 werd het tezamen met de andere gebouwen (waaronder een boerderij) afgebroken. In de volgende jaren werd het droge deel van het domein (ongeveer de helft) verkaveld. Van het park dat oorspronkelijk circa 56 ha besloeg restten nog zo'n 22 ha. Het resterende gedeelte werd in de gewestplannen erkend als natuurgebied. Eind jaren 1980 kwamen in het domein nog talrijke, sterk verwilderde, relicten voor, die verwezen naar een vermoedelijk 19de-eeuwse, romantische parkaanleg, onder andere een boogbrug over de oostelijke uitloper van de vijver, een grotachtige ijskelder en verschillende dreven. Na 1990 steeg de waterspiegel in het domein, waardoor het nu voor het grootste deel van het jaar onder water staat (broekbos). De boogbrug en de ijskelder verdwenen recent door respectievelijk het rooien van bomen en woningbouw.
In 2000 werd het gebied aangekocht door de gemeente Grimbergen.